# Selenidium fauchaldi
Selenidium fauchaldi is een soort in de taxonomische indeling van de Myzozoa, een stam van microscopische parasitaire dieren. Het organisme komt uit het geslacht Selenidium en behoort tot de familie Selenidiidae. Selenidium fauchaldi werd in 1974 ontdekt door Levine.